# Wolfgang von Wieser
Wolfgang von Wieser (* 13. Juni 1887 in Prag; † 22. Februar 1945 in Wien) war ein österreichischer Mediziner. 

## Leben
Wieser war der Sohn des Ökonomen und zeitweiligen Handelsministers Friedrich von Wieser. Nach Besuch von Gymnasien in Prag und Wien studierte Wolfgang von Wieser ab 1905 Medizin in Wien und wurde 1911 promoviert. Von 1910 bis 1913 war er Assistent an der I. Anatomischen Lehrkanzel in Wien. Während des Ersten Weltkriegs leistete Wieser Kriegsdienst als Chirurg und Röntgenarzt an einem Krankenhaus in Wien. Nach dem Krieg arbeitete er weiter als Röntgenarzt; wegen gesundheitlicher Schäden durch Röntgenstrahlen wurde er jedoch schon 1924 pensioniert. 1932 habilitierte er sich für medizinische Radiologie und war in verschiedenen medizinischen Gesellschaften aktiv. 
Wieser unterstützte die Heimwehrbewegung und sympathisierte mit dem Nationalsozialismus, war aber nicht Mitglied der NSDAP. Von Februar 1934 an war er für ein Jahr stellvertretender Reichsführer des österreichischen Kriegsopferverbandes. Von 1934 bis 1938 gehörte er dem österreichischen Staatsrat an. Ab 1935 leitete er das Röntgeninstitut des Wiener Allgemeinen Krankenhauses. 
Nach dem „Anschluss“ Österreichs 1938 wurde er seiner politischen Funktionen enthoben, seine Lehrbefugnis ruhte. Seine eigene Praxis konnte er weiterführen. 

## Schriften
- Kompendium der Röntgenaufnahme und Röntgendurchleuchtung, Bd. 1: Die Röntgentechnik von Friedrich Dessauer und einem Beitrag über Stereoskopie, 2., vollständig umgearbeitete Aufl. Nemnich, Leipzig 1915.
- Röntgentherapie des Schwachsinnes bei Kindern. Thieme, Leipzig 1928 (Radiologische Praktika; 10).